# Victòria Sau i Sánchez
Victòria Sau i Sánchez (Barcelona, 1 d'abril de 1930 - Barcelona, 6 de novembre de 2013) va ser una escriptora, psicòloga i activista política feminista catalana, també coneguda per escriure novel·les romàntiques sota el pseudònim de Vicky Lorca.

## Vida i obra
Victòria Sau era llicenciada en Història Contemporània i Doctora en Psicologia per la Universitat de Barcelona. Va ser professora de Psicologia Diferencial de la Secció de Psicologia de la facultat de Filosofia i Ciències de l'Educació d'aquesta universitat, i va exercir com a psicòloga. Fou mentora del 1r Congrés de les Dones de Barcelona (1999) i membre del Consell de Ciutat, nomenada pel Consell de les Dones i vicepresidenta del Consell de les Dones de Barcelona.
Ha estat una de les figures més rellevants del feminisme de Catalunya, pensadora lúcida i referent.
| « | Cuando ser feminista no es estar en un molde prefabricado | » |
| — Gemma Cánovas, https://www.lavanguardia.com/participacion/20150802/54434213057/victoria-sau-feminismo-dios-amor.html |                                                           |   |

Les seves aportacions sobre la divisió sexual del treball, la maternitat, el cicle menstrual, el patriarcat i la guerra han estat molt importants. Ha dedicat la seva activitat a qüestionar les bases del sistema patriarcal i a crear fonaments nous que sustentin una anàlisi més global i més innovadora. Va crear el concepte de "feminisme científic" i va promoure el 2009 la petició a través del Consell de les Dones de l'Ajuntament de Barcelona del reconeixement a nivell mundial de l'existència del patriarcat.
Té una àmplia obra publicada, primer novel·les romàntiques com a Vicky Lorca i després obres divulgatives, entre la qual trobem el Diccionario ideológico feminista (1981). A la seva faceta d'escriptora, docent i investigadora s'afegeix la de conferenciant i ensenyant amb un llenguatge directe, senzill i brillant.
Morí en 2013 i volgué ésser enterrada, amb el seu marit, a Sòria, lloc on passaven els estius des dels anys vuitanta.

### Com a Vicky Lorca

#### Novel·les romàntiques
- Fin de semana en Verona (1955)
- La cubana blanca (1955)
- La pérfida señora Smain (1955)
- El déspota (1956)
- El divorcio (1956)
- Esta no es mi esposa (1956)
- La escarapela azul (1956)
- La oscura vida de Abel Haward (1956)
- Clima de angustia (1957)
- El hombre de la buhardilla (1957)
- Casa de huéspedes (1958)
- El lío (1958)
- La mala sombra (1958)
- La mueca del payaso (1958)
- Servicio de urgencia (1958)
- Danza mortal (1959)
- El refugio (1959)
- La cupletista (1959)
- La ventana encendida (1959)
- Una sombra nos separa (1959)
- Flor de abismo (1960)
- Regresar del pasado (1960)
- Un novio italiano (1960)
- Alma llanera (1961)
- La vida siempre flota (1961)
- La gran mentira (1962)
- Vivir dulcemente (1962)
- El tren salió sin silbar (1963)
- Tu ajuar de boda (1963)
- Un misterio y un amor (1963)
- Pasión en la carretera (1964)
- Play-boy (1964)
- La vida pega fuerte (1965)
- El coraje de amar (1966)
- Juicio dentro de casa (1966)
- Nuestra paz (1980)

### Com a Victoria Sau

#### Contes
- El secreto del emperador: adaptación de una leyenda yugoeslava (1966)
- La duquesa resfriada: leyenda rusa (1966)
- El baúl viajero (1973)
- El globo (1973)

#### Primeres obres divulgatives
- ABC de las ciencias ocultas  (1964), Barcelona, Ed. Toray
- ABC de las artes caseras: La decoración del hogar (1967), Barcelona, Ed. Toray
- Aprenda a cocinar sin errores (1971), (1977), Barcelona, Ed. Aura
- Historia antropológica de la canción (1972), Barcelona, Ed. Picazo
- Sectas cristianas (1972), Barcelona, Ed. Aura
- El catalán, un bandolerismo español (1973), Barcelona, Ed. Aura

#### Obres feminisme i psicologia
- Manifiesto para la liberación de la mujer (1974) Barcelona, Ed. 29[2] i (1975), Barcelona, Ed. Bruguera
- La mujer, matrimonio y esclavitud (1976),[7] Gijón, Ed. Júcar
- La suegra (1976), Barcelona, Ed. 29
- Mujeres lesbianas (1979),[7] Bilbao, Ed. Zero
- Diccionario ideológico feminista (1981), (2000) Barcelona, Ed. Icaria[8]
- Ser mujer, el fin de una imagen tradicional (1986), Barcelona, Ed. Icaria[2]
- Aportaciones para una lógica del feminismo (1986), Barcelona, Ed. La Sal[2]
- Otras lecciones de psicología (coautora), (1993)
- El vacío de la maternidad (1995), (1996), (2004), Barcelona, Ed. Icaria
- Psicología diferencial del sexo y el género (coautora) (1996), (2004), Barcelona, Ed. Icaria
- Defensa de la mujer (1997), (1998), (1999), Barcelona, Ed. Icaria
- Reflexiones feministas para principios de siglo (2000)[7] Madrid, Ed. Horas y Horas.[9]
- Diccionario ideológico feminista II (2001), Barcelona, Ed. Icaria
- Repercusiones psicológicas de la exclusión (2003), vol.34, núm.2, Universitat de Barcelona
- Psicología y género (coautora) (2004), (2009), (2010), (2011) Madrid, Ed. Pearson Alhambra
- Un pensament transgressor (2006), Barcelona, Ed. Icaria
- Segundas reflexiones feministas para el siglo XXI (2008), Madrid, Ed. Horas y Horas
- Paternidades (2010), Barcelona, Ed. Icaria